# Trio Eugster
Das Trio Eugster war ein Schweizer Gesangstrio aus Dübendorf im Kanton Zürich.

## Geschichte
Das Trio wurde 1967 gegründet. Es bestand aus dem Kaufmann und Immobilientreuhänder Guido Eugster (1936–2021), dem Klavierstimmer Alex Eugster (* 1937) und dem ehemaligen Vermessungszeichner und späteren Gastwirt Vic Eugster (1940–2022). In den Sechzigerjahren machten die drei Brüder ihre ersten Studioaufnahmen. Ihre Lieder wurden grösstenteils von Alex Eugster komponiert oder mitkomponiert. Ihr Erfolgsrezept war die damals neue Mischung aus Schweizer Volksmusik und Schlager. Unter dem Pseudonym «Guy Dübendorfer» schrieb Fredy Lienhard mehrere Texte (Ganz de Bappe, Dörfs es bitzli meh si, Expertisen-Tango). Einige Lieder des Trio Eugster sind zu Evergreens geworden. 
Da es schwierig war, das Interesse von Musikproduzenten zu wecken, gründete das Trio 1971 ein eigenes Plattenunternehmen, die «Eugster Musikproduktionen AG», die sich von 1997 bis 2003 «Trio Eugster AG» und danach «Tell Music AG» nennt. Vic Eugster war ab 1971 der erste Geschäftsführer dieser Firma, mit der das Trio Eugster zusammen mit Hans Gmür und Ines Torelli deren Hit Gigi von Arosa produzierte. Bis zum Jahre 1979 folgten zahlreiche Fernsehauftritte und Tourneen, die das Gesangstrio weit über die Schweizer Grenzen hinaus bekannt machten.

## Bedeutende Hits und Stationen
- O läck du mir
- Dä söll emal choo
- Iishockey
- Oh Walesee
- Ganz de Bappe
- Expertise Tango
- Sitzed Sie, hocked Sie
- De Pantoffelheld
- Jetz mues de Buuch weg
- ’s Ankebälleli
- Bappi tue d’Auge uf
- Brödli händ si kai gha
- Chunsch wänd chasch
- Metzgete
- Wänn de Böög verbrännt
- Schrebergärtli Blues

In der Mitte der Achtzigerjahre begannen sie kürzerzutreten. Alex Eugster, mittlerweile ein erfahrener Komponist und Liedermacher, schrieb Lieder für andere Musikgruppen wie z. B. Miir si vo dr Füürwehr für das Löschzugchörli Interlaken. Vic Eugster bildete mit Sepp Trütsch ein Gesangsduett.
Das Trio Eugster trat nach seinen längeren Pausen auch mit Ländlerkapellen auf. Sie sangen unter anderem neu erarbeitete Liedtexte zu altbewährten Ländlermelodien. Das Trio Eugster verkaufte etwa zwei Millionen Tonträger.
Trio-Eugster-Musical (2022): 
Autor Charles Lewinsky (Buch) und Komponist Markus Schönholzer (musikalische Einrichtung) verfassten zu den Songs von Trio Eugster das Schweizer Musical Oh läck du mir! Das Musical wurde vom 24. September bis  30. Oktober 2022 im Theater 11 in Zürich aufgeführt und fand über 30'000 Zuschauerinnen und Zuschauer.